# Jacqueline Usnayo
Jaqueline Usnayo (ur. 21 maja 1988) – chilijska judoczka.
Uczestniczka mistrzostw świata w 2015 i 2017. Startowała w Pucharze Świata w latach 2014-2019 i 2022. Piąta na igrzyskach panamerykańskich w 2015. Brązowa medalistka igrzysk Ameryki Południowej w 2014 i 2018 roku.